# Duivelsberg
Duivelsberg (in tedesco: Wylerberg o Teufelsberg, tradotto in italiano: "Monte del Diavolo") è una collina e una riserva naturale nella municipalità di Berg en Dal nella provincia della Gheldria nei Paesi Bassi in prossimità del confine con la Germania. Ha una rilevanza politica in quanto la Duivelsberg è l'unica porzione di territorio appartenuta alla Germania, ceduta ai Paesi Bassi dopo la seconda guerra mondiale e non restituita, secondo il paragrafo A§-23 del trattato di definizione dei confini tra i due paesi firmato l'8 agosto 1960, alla Germania stessa.

## Geografia
La collina, di origine morenica, è alta 75,9 metri ed è localizzata a east di Nimega, tra i villaggi di Berg en Dal e Beek, e il confine tra la Germania e i Paesi Bassi. La riserva naturale si estende per circa 125 ettari ed è coperta nella maggior parte da alberi decidui, specialmente castagni.

## Storia
Nel medioevo sulla collina esisteva un castello noto col nome di Mergelp. Fu costruito intorno all'anno 1000 in un punto strategico per l'osservazione dei territori circostanti.
La Duivelsberg fu ereditata nel 1906 da Marie Schuster-Hiby la quale, tra il 1921 e il 1924 fece costruire la villa Huis Wylerberg, progettata dall'architetto espressionista tedesco Otto Bartning.
Il 19 settembre 1944 le truppe aviotrasportate statunitensi  del 508º Reggimento fanteria paracadutisti affrontarono i tedeschi per catturare la Duivelsberg, "Hill 75.9", durante l'Operazione Market Garden.
Fino al 1949 la collina faceva parte del vicino villaggio tedesco, situato nel comune di Kranenburg, di Wyler, dal quale deriva il nome più conosciuto in tedesco della collina, Wylerberg. Il politico Marinus van der Goes van Naters, che viveva nei pressi di Nimega, riuscì, durante i negoziati di restituzione dei territori tedeschi occupati dai Paesi Bassi, a far rimanere olandese la collina.
Nel 1965 la famiglia Schuster-Hiby vendette la villa allo stato olandese. A partire dal 1985 la Huis Wylerberg è stata dichiarata monumento nazionale protetto (Rijksmonument), ospitando da allora alcune organizzazioni locali.

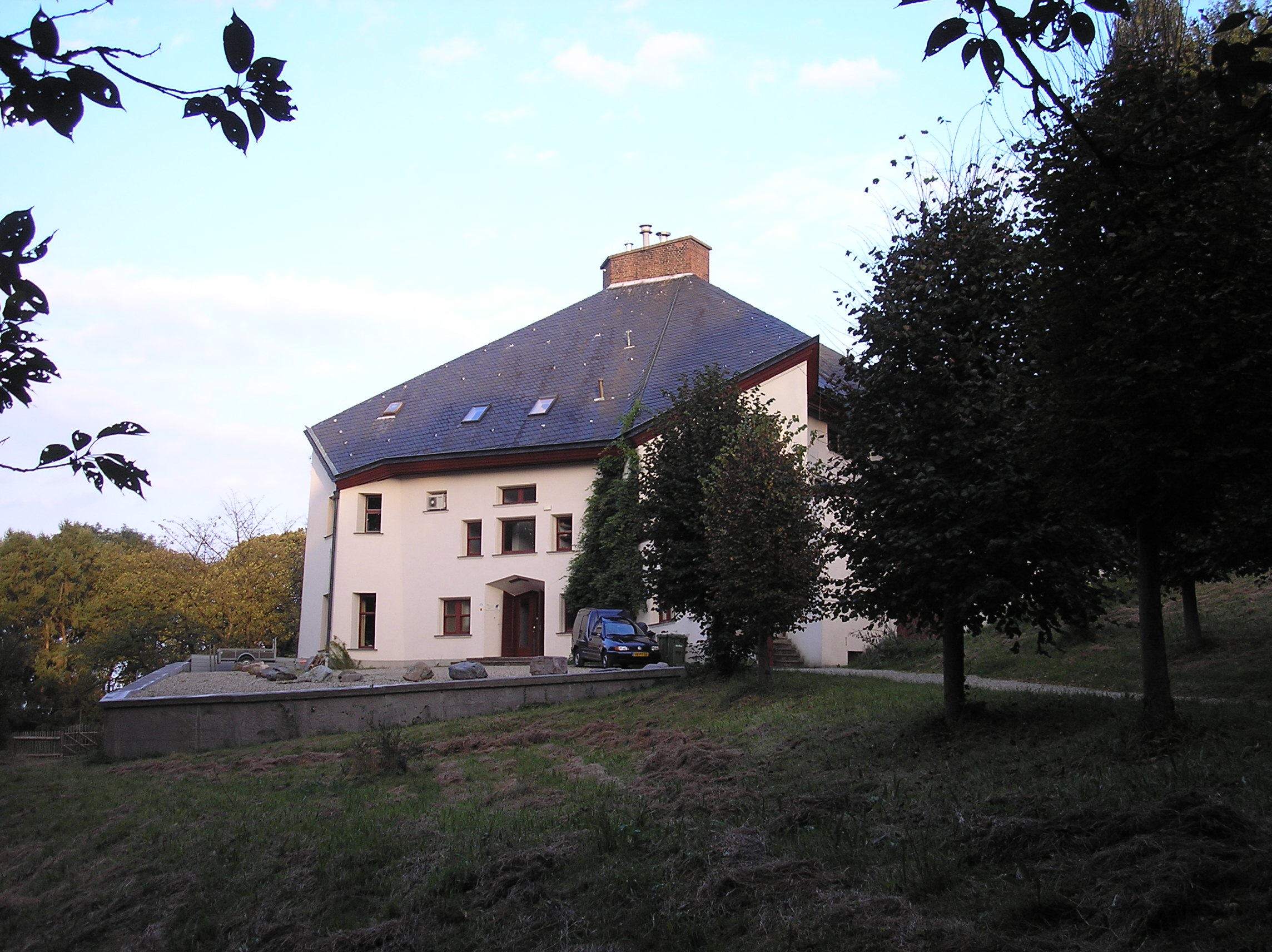
La Huis Wylerberg
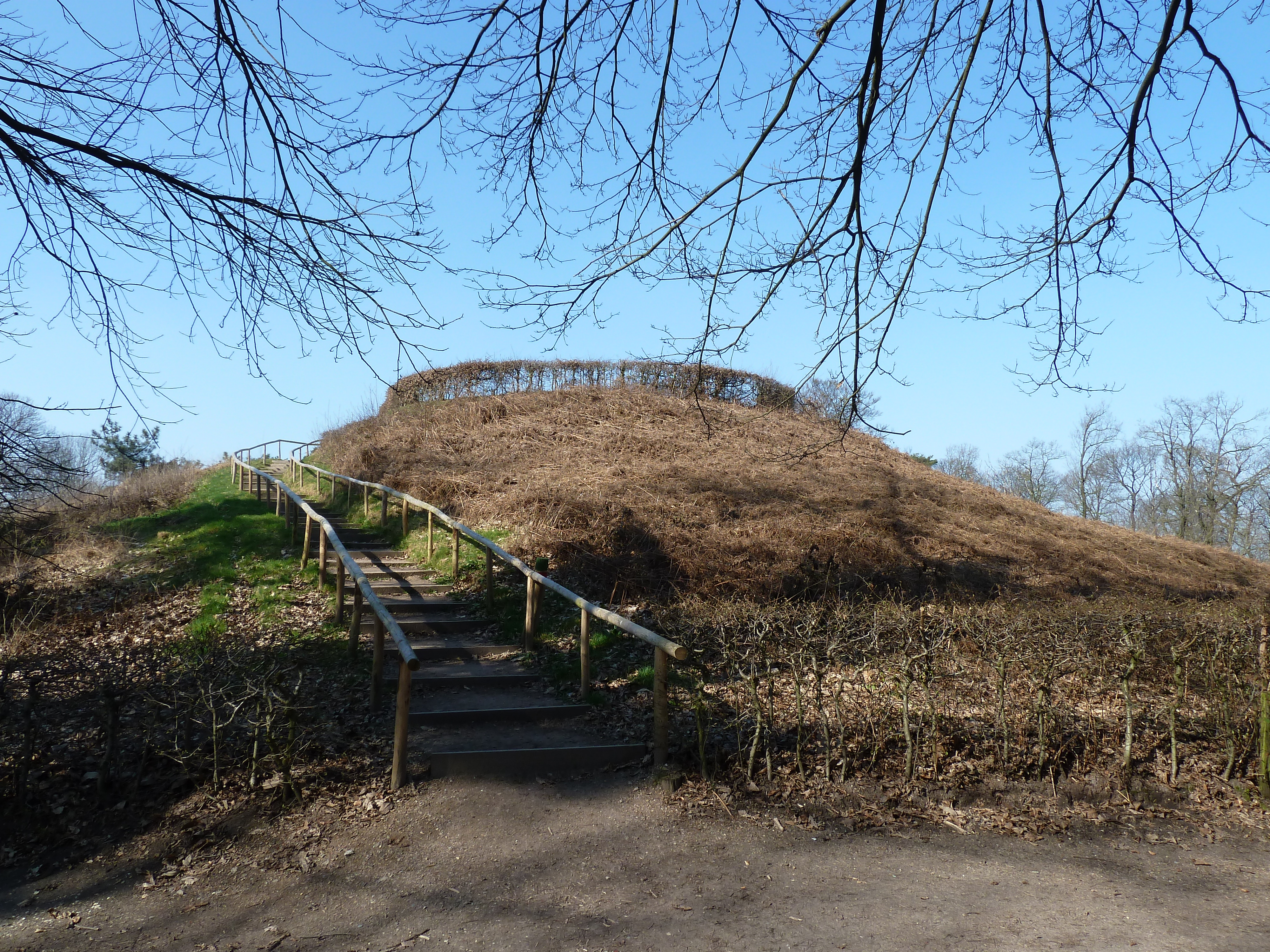
Punto in cui era localizzato il castello
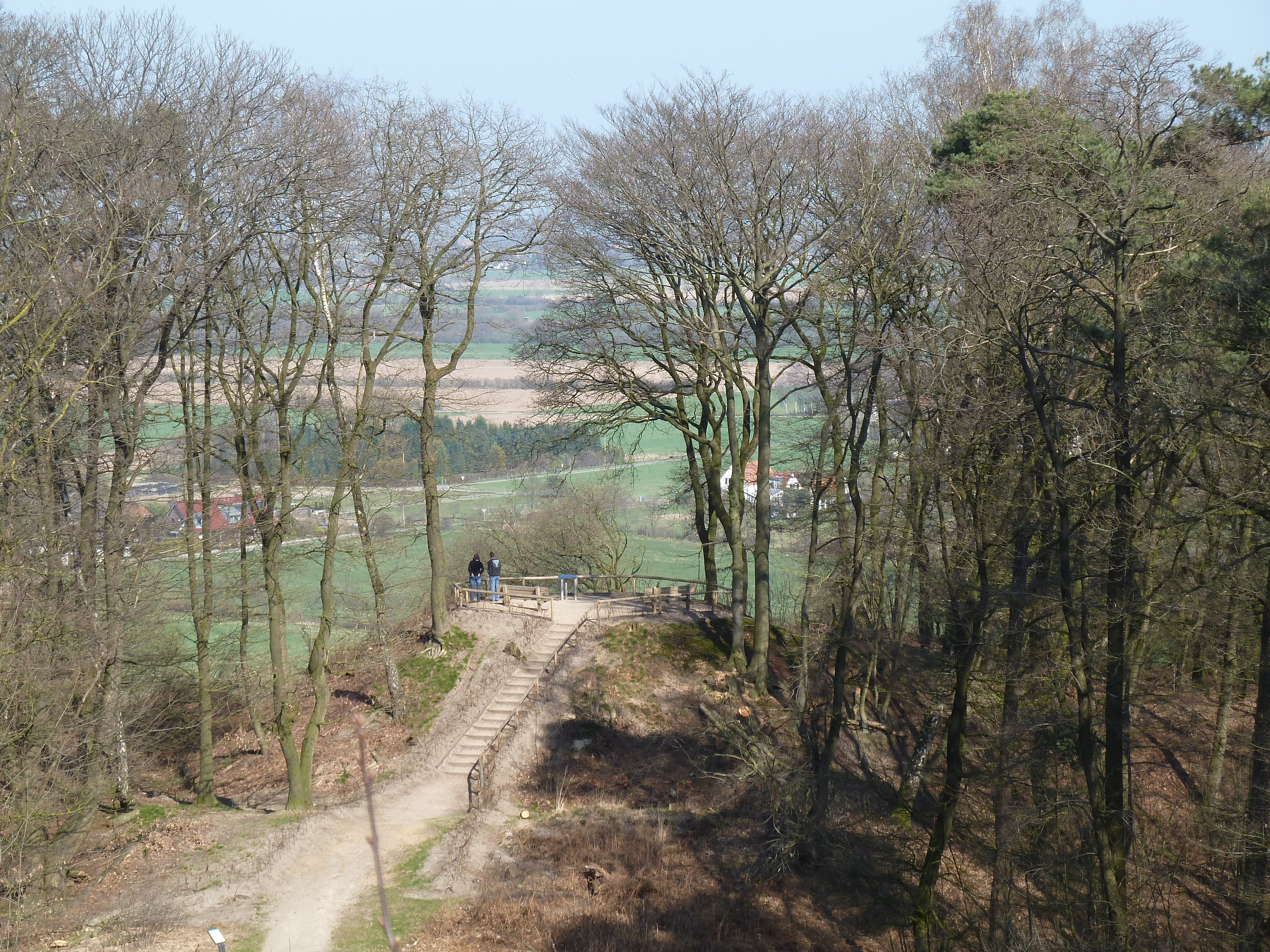
Vista dalla sommità della collina con la Germania sullo sfondo